# Oxynoemacheilus pindus
Oxynoemacheilus pindus es una especie de peces de la familia Balitoridae en el orden de los Cypriniformes.

## Morfología
- Los machos pueden llegar alcanzar los 7,5 cm de longitud total.[2]

## Distribución geográfica
Se encuentra en Albania y Grecia.

## Hábitat
Es un pez de agua dulce.